# Upper Providence Township (comté de Montgomery, Pennsylvanie)
Pour les articles homonymes, voir Upper Providence Township.
Upper Providence Township est un township du comté de Montgomery, en Pennsylvanie, aux États-Unis.